# Lijst van presidenten van de Bank van Israël
Dit is een lijst van presidenten van de Bank van Israël.
- David Horowitz, 1954-1971
- Moshe Sanbar, 1971-1976
- Arnon Gafni, 1976-1981
- Moshe Mendelbaum, 1982-1986
- Michael Bruno, 1986-1991
- Jacob Frenkel, 1991-2000
- David Klein, 2000-2005
- Stanley Fischer, 2005-2013
- Karnit Flug, 2013-2018
- Nadine Baudot-Trajtenberg[1], 2018
- Amir Yaron, 2018-heden